# Laura Ashley
Laura Mountney coniugata Ashley (Merthyr Tydfil, 7 settembre 1925 – Coventry, 17 settembre 1985) è stata una stilista, designer e imprenditrice britannica, cofondatrice con suo marito Bernard Ashley della casa di moda Laura Ashley.
Fu disegnatrice sia di abiti che di accessori per la casa, che si caratterizzavano per l'uso di tessuti naturali e per lo stile influenzato da quello di epoca vittoriana.
(Laura Ashley)

## Biografia

### Infanzia e giovinezza
Nata Laura Montney nel villaggio gallese di Dowlais, frazione di Merthyr Tydfil, nel 1925, crebbe in una famiglia battista, studiò presso la Marshall's School di Merthyr Tydfil fino al 1932 e poi presso l'Elmood School di Croydon, nell'area londinese.
Tornata in Galles frequentò la Secretarial School di Aberdare, che però abbandonò all'età di 16 anni.
Durante la seconda guerra mondiale fu arruolata presso il Women's Royal Naval Service e, terminato il conflitto, lavorò come segretaria fino al 1952 presso il National Federation of Womens Institutes di Londra.

### Il matrimonio e gli inizi della carriera
Nel 1948 o 1949 si sposò con l'ingegnere Bernard Albert Ashley, conosciuto in un club giovanile di Wallington (Londra) e con il quale andò a vivere in un appartamento a Pimlico (Londra).
Proprio qui iniziò a disegnare foulard, stuoie e tovaglioli, che venivano venduti al John Lewis Department Store. Ad ispirarla furono degli abiti vittoriani, che aveva visto esposti nel Victoria and Albert Museum di Londra.
In seguito, la coppia abbandonò la capitale e si trasferì nel Kent, per fondare nel 1953 (o 1955)  una propria azienda, la Ashley Mountney Company, che produceva tessuti con disegni che si basavano su temi comuni nel XIX secolo. Qui l'attività rischiò di fallire a causa dell'esondazione del fiume Darent.
In seguito, la Ashley espresse il desiderio tornare nella sua regione natia e così la coppia a paritre dal 1961, andò ad abitare dapprima a Machynlleth e poi nella Old Railway House di Carno, nei pressi di Newtown, nel Montgomeryshire (ora Powys), dove la coppia continuò la propria attività.
Nel frattempo, il marito della Ashley decise di cambiare il nome della ditta in "Laura Ashley", in quanto ritenne che un nome femminile fosse più appropriato per questo genere di attività.
Nel 1968, fu quindi aperto a South Kensington (Londra) il primo negozio con il nome di "Laura Ashley".

### Il successo

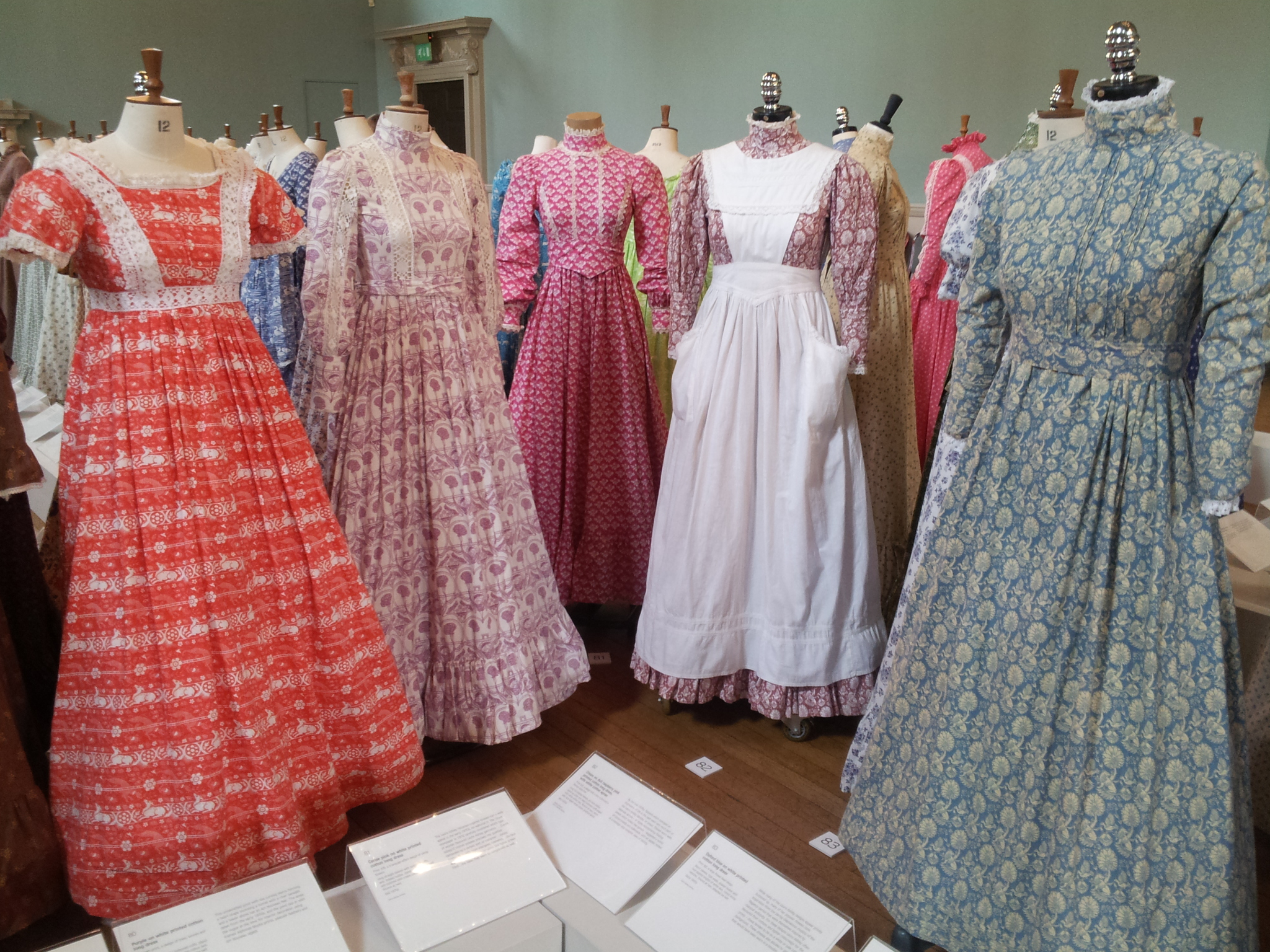
Abiti disegnati da Laura Ashley negli anni settanta.

Intorno al 1970 i proventi delle vendite ammontavano a circa 300 000 sterline l'anno e ella metà degli anni settanta, la coppia aprì nuovi negozi nel Galles centrale.
I prodotti della compagnia venivano venduti anche in altri Paesi europei e quindi furono aperti negozi sotto il nome di "Laura Ashley" anche a Bruxelles, Ginevra, Parigi, ecc. Negozi furono aperti anche in Australia, Canada e Giappone e così, all'inizio degli anni ottanta, la ditta contava così 5 000 negozi in tutto il mondo.
La coppia aprì poi una nuova fabbrica anche a Newtown nel 1984, fabbrica che diede lavoro a 500 persone.

### Morte
Il 7 settembre 1985, giorno del suo 60º compleanno, Laura Ashley fu vittima di un grave incidente domestico, la caduta dalle scale, avvenuta nel cottage della figlia, nelle Cotswolds, incidente che le causò un'emorragia cerebrale.
Trasferita nell'ospedale di Coventry, moriva il 17 settembre, dopo dieci giorni di coma. Lasciò, oltre al marito Bernard Ashley, i quattro figli Jane, Emma, David e Nick.
È sepolta nel cimitero di Carno.

## Aneddoti
- La Ashley veniva spesso presa in giro dalla stampa per il suo cattivo gusto nel modo di vestirsi, cosa sicuramente curiosa per una donna che aveva creato un impero nel campo della moda[9]